# 20th Century Boy
20th Century Boy는 대한민국의 그룹 015B의 2011년 발매한 미니 앨범이다. 정석원, 장호일, 윤종신, 포미닛, 조성민 등이 참여했다.

## 곡 목록
1. "Silly Boy" (feat.포미닛, 용준형) – 3:45
2. "1월부터 6월까지" (feat.윤종신) – 3:56
3. "Be Kind Rewind" (feat.신보경)– 4:35
4. "고귀한씨의 달콤한 인생" (feat.조성민)– 4:42
5. Silly Boy (MR) – 3:43
6. "Be Kind Rewind" (MR)– 4:35

## 같이 보기
- 015B 디스코그래피